# José Inácio Faria

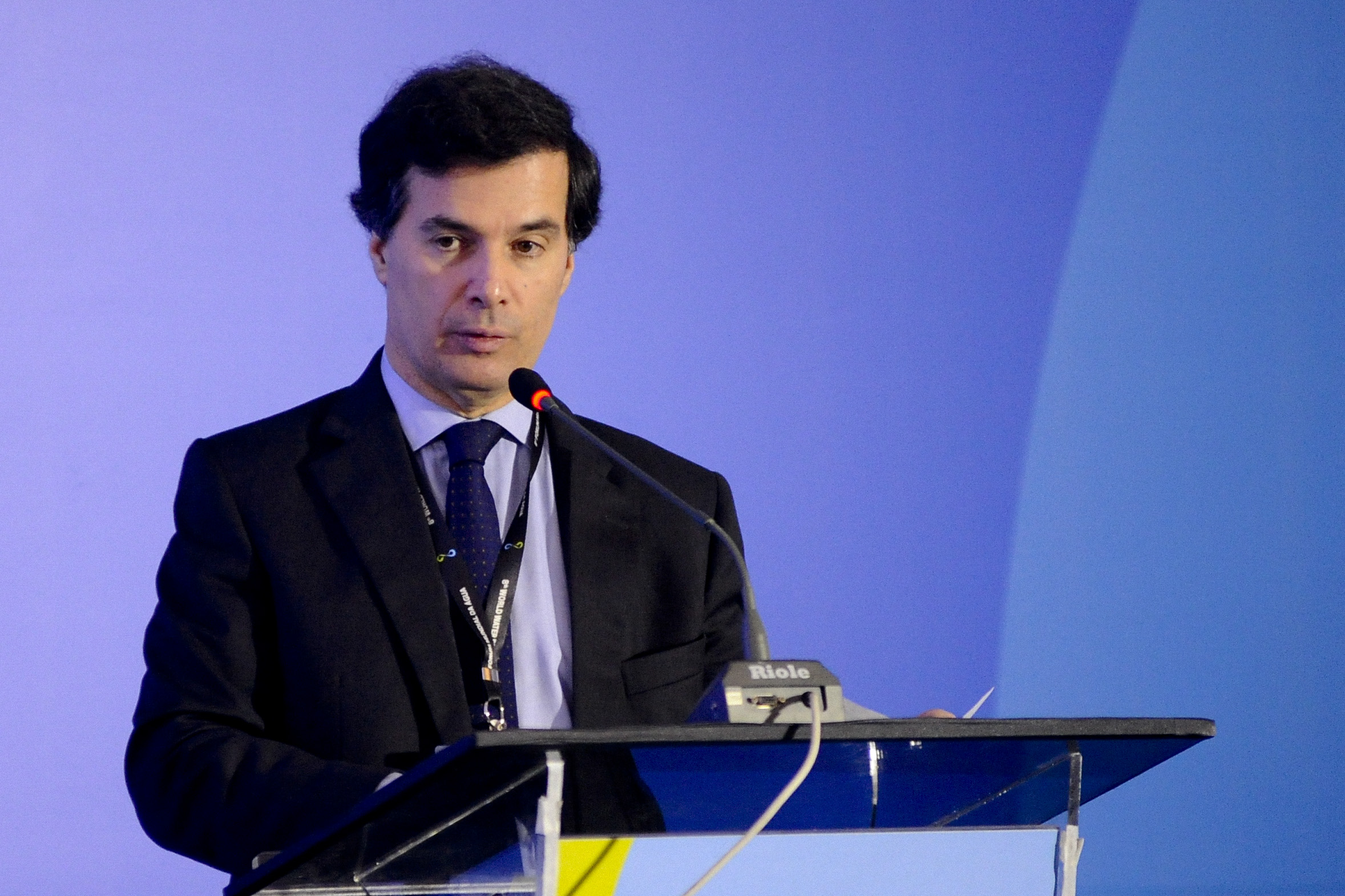
José Inácio Faria (2018)

José Inácio da Silva Ramos Antunes de Faria (* 1962 in Vila Franca, Viana do Castelo) ist ein portugiesischer Jurist und Politiker (MPT). Seit 2014 sitzt er für Portugal im Europäischen Parlament.
Der 1962 als Sohn des portugiesischen Diplomaten Caldas Faria geborene José Inácio Faria wuchs unter anderem in Johannesburg auf, wo er das Verney College besuchte. Später zog er nach London, er besuchte dort die London Oratory School. Sein Jurastudium absolvierte er an der  Universität Lissabon. Er arbeitete bis um Beginn seines Abgeordnetenmandats als beratender Justiziar für die Lissabonner Stadtverwaltung.
Seit 2004 ist er Mitglied der grün-konservativen Partido da Terra (MPT). Für die Europawahl 2014 nominierte ihn seine Partei, auf den zweiten Listenplatz. Dank des populären Listenplatzersten António Marinho e Pinto gewann die Partei mehr als sieben Prozent; somit zogen Marinho e Pinto und Faria für die MPT in das Europäische Parlament ein.
José Inácio Faria lebt in Algés.